# Anne de Pisseleu d'Heilly
Anne de Pisseleu d'Heilly, duquesa de Étampes (1508 – 1580) foi a amante chefe de Francisco I da França, do qual se tornou amante após seu retorno do cativeiro em 1526. Anne enriqueceu sua família e amigos por meio de sua influência e, após a morte de Francisco, foi banida da corte e temporariamente aprisionada no castelo de seu marido. Ela passaria seus últimos anos garantindo a fortuna de sua família. Anne morreu em 1580.

## Amante do Rei
Nascida em 1508, Anne era filha de Guillaume de Pisseleu, seigneur d'Heilly, um nobre da Picardia, e Anne Sanguin. Ela foi à corte antes de 1522 e foi uma das damas de honra de Maria de Luxemburgo, Condessa de Saint-Pol e mais tarde de Luísa de Saboia, Duquesa de Nemours, mãe de Francisco I. O rei fez de Anne sua amante, provavelmente após seu retorno do cativeiro em Madrid (1526), e logo desistiu de sua amante de longa data, Françoise de Foix, por ela.
Anne foi descrita como sendo alegre, bonita, espirituosa e culta, "a mais bela entre as eruditas e a mais erudita entre as belas". A ligação recebeu algum reconhecimento oficial quando Francisco começou a usar as cores de Anne. Anne foi nomeada dama de companhia da nova rainha, Leonor da Áustria, e mais tarde tornou-se governanta das duas filhas de Francisco. Ela usou sua influência com Francisco para elevar e enriquecer sua família: seu irmão, Adrien sieur d'Heilly, foi nomeado capitão da legião de Picard, seu tio, Antoine Sanguin, sendo feito bispo de Orléans em 1533 e cardeal em 1539; seus três outros irmãos foram feitos bispos. Em 1534, Francisco a deu em casamento a Jean IV de Brosse, a quem ele nomeou duque de Étampes.